# Kitinen
Der Kitinen ist ein Fluss im finnischen Teil Lapplands. Er gehört zu den wichtigsten Zuflüssen des Kemijoki und ist mit einer Länge von 278 Kilometern der sechstlängste Fluss Finnlands. Er entspringt im Gebiet der Wasserscheide an der Grenze der Gemeinden Inari und Sodankylä und fließt durch das Gemeindegebiet von Sodankylä nach Süden. Das Gemeindezentrum von Sodankylä liegt an der Mündung des Zuflusses Jeesiöjoki in den Kitinen. 
Rund sieben Kilometer nördlich von Pelkosenniemi mündet der Luiro von links in den Kitinen.
Rund drei Kilometer nördlich von Pelkosenniemi mündet der Kitinen selbst in den Kemijoki, den längsten Strom Finnlands.

## Wasserkraftwerke
Am Kitinen befinden sich sieben Wasserkraftwerke. Um die Wassermenge zu regulieren, wurde 1970 der Oberlauf des Flusses zum Porttipahta-Stausee aufgestaut, der bei maximalem Wasserstand 214 km² groß ist.
Liste der Wasserkraftwerke in flussabwärtiger Richtung:
| Name         | Fertig- stellung | Leistung in MW | Gemeinde      | Betreiber   |
| ------------ | ---------------- | -------------- | ------------- | ----------- |
| Porttipahta  | 1970             | 35             | Sodankylä     | Kemijoki Oy |
| Kurittukoski |                  | 15             | Sodankylä     | Kemijoki Oy |
| Vajukoski    |                  | 21             | Sodankylä     | Kemijoki Oy |
| Matarakoski  |                  | 11             | Sodankylä     | Kemijoki Oy |
| Kelukoski    |                  | 9,8            | Sodankylä     | Kemijoki Oy |
| Kurkiaska    |                  | 27             | Sodankylä     | Kemijoki Oy |
| Kokkosniva   |                  | 25             | Pelkosenniemi | Kemijoki Oy |